# 田品
田品（でんぽん）とは、律令制における田地の等級のこと。

## 概要
律令制における田地の区別は「上田・中田・下田」の3等制もしくはそれをさらに3等分した9等制であったが、平安時代初期に田令に定められた易田を口分田として支給する規定が現実に行われるようになると、下田よりも下の等級として「下下田」の等級が生まれ、4等制（もしくは10等制）となった。
『弘仁式』・『延喜式』には公田からの獲稲として、「上田500束・中田400束・下田300束・下下田150束」と規定されている。ただし、「田品」という語が登場するのは、現存では延喜14年8月8日付太政官符（『政事要略』53、914年8月31日）のみであり、必ずしも広く用いられたものではなかった。